# Valleret
Valleret ist eine französische Gemeinde mit 63 Einwohnern (Stand: 1. Januar 2022) im Département Haute-Marne in der Region Grand Est. Sie gehört zum Arrondissement Saint-Dizier und ist Mitglied im Gemeindeverband Communauté d’agglomération du Grand Saint-Dizier, Der et Vallées.

## Geografie
Die Gemeinde Valleret liegt etwa 15 Kilometer südlich von Saint-Dizier. Durch den Westen des Gemeindegebietes fließt die Blaise. 
Valleret ist umgeben von folgenden Nachbargemeinden:
| Wassy           | Magneux                                     | Sommancourt |
| Brousseval      | Kompassrose, die auf Nachbargemeinden zeigt | Maizières   |
| Vaux-sur-Blaise | Domblain                                    | Fays        |

## Bevölkerungsentwicklung

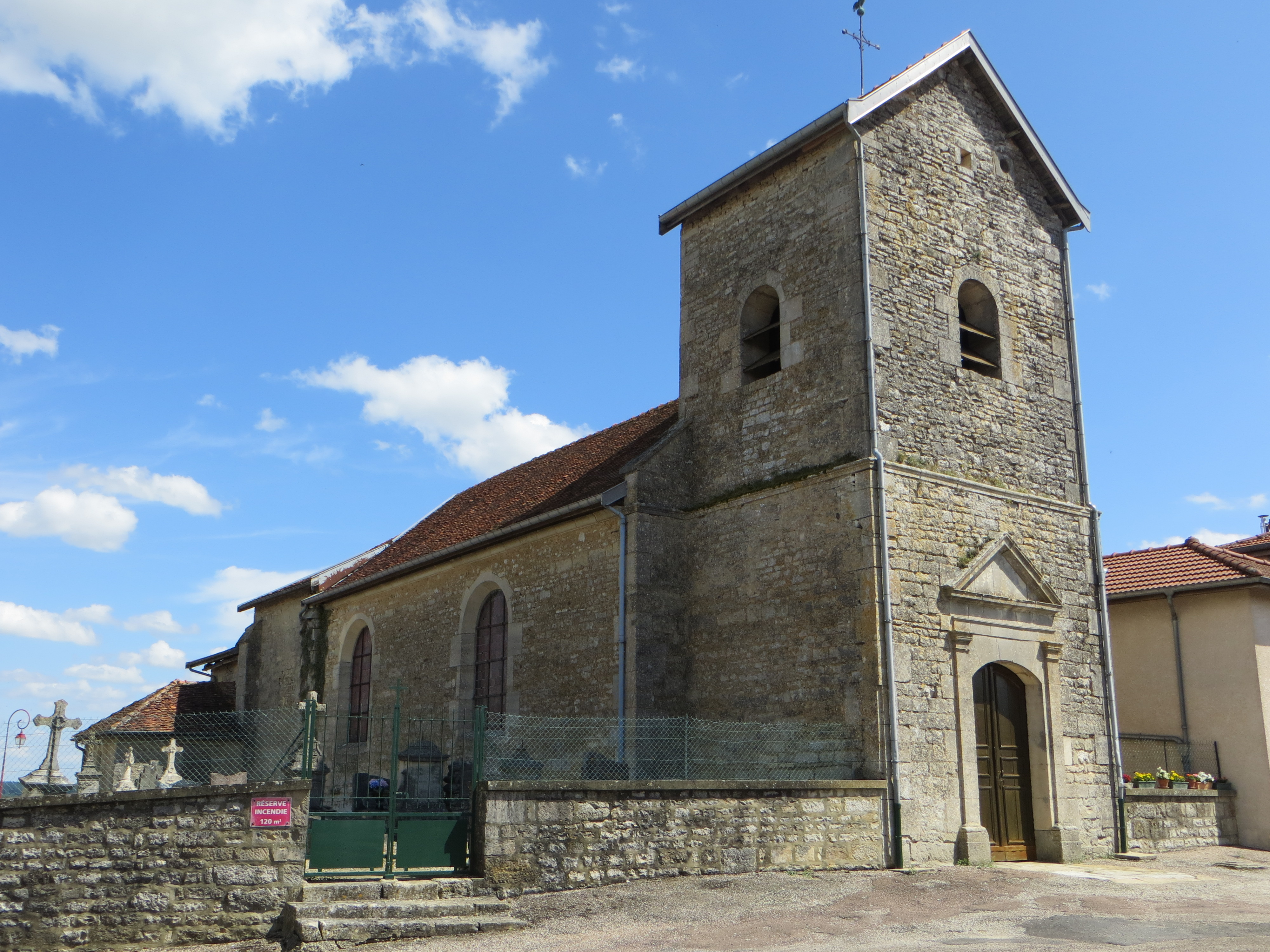
Kirche Saint-Lumier in Valleret

| Jahr                       | 1962 | 1968 | 1975 | 1982 | 1990 | 1999 | 2008 | 2019 |
| -------------------------- | ---- | ---- | ---- | ---- | ---- | ---- | ---- | ---- |
| Einwohner                  | 90   | 83   | 64   | 66   | 69   | 67   | 50   | 65   |
| Quellen: Cassini und INSEE |      |      |      |      |      |      |      |      |